# ماغنوس يوهانسون (لاعب كرة يد)
ماغنوس يوهانسون (بالسويدية: Magnus Johansson)‏ (15 ديسمبر 1969 في السويد - ) هو لاعب كرة يد السويد. لعب مع Redbergslids IK ‏.